# 安池太道
安池太道，清朝地方行政区划中的道。

## 沿革
清朝初年，设分巡池太道，领池州府、太平府，治芜湖县。康熙元年十二月（1663年2月），安庆府、滁州直隶州、和州直隶州来属，道名遂改为安池太道，而且迁道治于池州府。康熙六年（1668年），迁道治于芜湖县。康熙二十一年十月（1682年10月），裁安池太道，所领各府、州往属于江安十府粮储道（驻徽州府）。